# ケニス
ケニス株式会社は、大阪市北区に本社がある日本の専門商社である。

## 概要
1947年（昭和22年）5月、広島市大手町に科学共栄社を設立し、理科教材の企画・販売を行った。2001年（平成13年）4月、現在のケニス株式会社に社名を変更した。教育用理科教材や研究用理化学機器の企画・製造・販売を手掛ける理科メーカー・専門商社である。

## 沿革
- 1947年（昭和22年） - 広島市大手町に於いて科学共栄社を設立。
- 2001年（平成13年） - ケニス株式会社に社名を変更。
- 2003年（平成15年） - 直販子会社として有限会社科学共栄社を設立。
- 2008年（平成20年） - 資本金8000万円に増資。
- 2015年（平成27年） -有限会社科学共栄社を清算・閉鎖。

## 事業所
- 大阪本社（大阪市北区）
- 東京支社（東京都江東区）
- 福岡支社（福岡市博多区）
- 広島支社（広島市西区）
- 神戸営業所（神戸市東灘区）
- 札幌営業所（札幌市北区）
- 仙台営業所（宮城県仙台市若林区）
- 商品センター（大阪市北区）